# ناپلئون (مینی‌سریال)
ناپلئون (انگلیسی: Napoléon) یک مینی‌سریال تاریخی به کارگردانی ایو سیمونو است که در سال ۲۰۰۲ میلادی منتشر شد.
فیلم‌برداری در اتریش، کانادا، جمهوری چک، فرانسه، مجارستان، مراکش و سوئیس انجام شد. سازندگان فیلم متوجه شدند که بسیاری از مکان‌ها در مجارستان شباهت زیادی به فرانسه قرن نوزدهم دارند. با این حال، نقاشی‌های مات و جلوه‌های دیجیتال متنوعی نیز در پس‌تولید به کار گرفته شدند تا فضای تاریخی بازسازی شود. در بسیاری از سکانس‌های نبرد، سربازان تولیدشده توسط کامپیوتر که توسط شرکت هایبرید تکنالجیز ساخته شده بودند، به تصاویر افزوده شدند. این واقعیت که ناپلئون بسیاری از اسناد تاریخی را به جا گذاشته بود، به تولید کمک کرد و اسناد دیگری نیز توسط ارتش فرانسه در زمان حاضر فراهم شدند.

## دقت تاریخی
- در جریان سوءقصد خیابان سن-نیکز، ناپلئون همراه با همسرش دیده می‌شود؛ در حالی که در واقع ژوزفین در کالسکه‌ای جداگانه سوار بود.
- ناپلئون و تزار الکساندر یکم، امپراتور روسیه در سال ۱۸۰۸ در کنگره ارفورت در حال شنیدن اجرای قطعه شماره ۲۴ کاپریس نیکولو پاگانینی نشان داده می‌شوند؛ در حالی که این قطعه در واقع در سال ۱۸۱۷ ساخته شده است.
- سرزنش تالیران که ناپلئون در آن گفته بود «او کودن پوشیده در جوراب ابریشم است»[۲] جلوی مارشال‌های ناپلئون رخ داد، نه در اتاق‌های خصوصی. همچنین در آن زمان تالیران استعفا داده بود و نه اینکه اخراج شده باشد.
- تالیران به پادشاه لوئی هجدهم هشدار می‌دهد که ناپلئون و ارتشش به سمت پاریس در حرکت‌اند، در حالی که تالِران در آن زمان در کنگره وین حضور داشت.
- ژواکیم مورا بار دیگر خدمات خود را برای جنگ واترلو به ناپلئون پیشنهاد می‌دهد، اما در واقع موراه این کار را از طریق نامه انجام داده بود و نه حضوری، زیرا آخرین باری که آن دو یکدیگر را دیدند در آلمان در سال ۱۸۱۳ پس از شکست ناپلئون در نبرد لایپزیگ بود.
- کامبرون دیده می‌شود که کلمه مشهور کامبرون را می‌گوید و سپس نسخه‌ای از پاسخ معروفش دربارهٔ گارد در نبرد واترلو را بیان می‌کند. صحت این کلمات مورد بحث است، اگرچه به‌طور عمومی به او نسبت داده شده‌اند.

## بازیگران
- کریستیان کلاویه در نقش ناپلئون بناپارت
- ایزابلا روسلینی در نقش ژوزفین بوهارنه
- ژرار دوپاردیو در نقش ژوزف فوشه
- جان مالکوویچ در نقش شارل-موریس دو تالیران-پریگور
- سباستیان کخ در نقش مارشال ژان لان
- انیو فانتاستیکینی در نقش ژوزف بناپارت
- ایو ژاک در نقش لوسین بناپارت
- توبی استیونز در نقش الکساندر یکم روسیه
- ماوی هوربیگر در نقش ماری لوئیز
- کلاودیو آمندولا در نقش یواخیم مورا
- جولیان سندز در نقش کلمنس ونتسل فون مترنیخ
- ژاکی نرسسیان در نقش روستام رازا
- جان وود در نقش پیوس هفتم
- فیلیپ ولته در نقش پل باراس
- الن دوتی در نقش میشل نی
- ونسان گراس در نقش کارلوس چهارم اسپانیا
- جسیکا پره
- فلورانس پرنل
- شارلوت ولوندقه
- الکساندرا ماریا لارا
- ماری بویمر
- آنوک امه
- هاینو فرش
- لودیوین سنیه
- تمسین اگرتون
- گیوم دوپاردیو
- ژان دل
- ناتاشا امل
- فلورانس دارل